# Juan de Sagarvinaga
Juan de Sagarvinaga (Busturia, Vizcaya, diciembre de 1710-Salamanca, diciembre de 1797) fue un arquitecto español del siglo XVIII. 

## Biografía

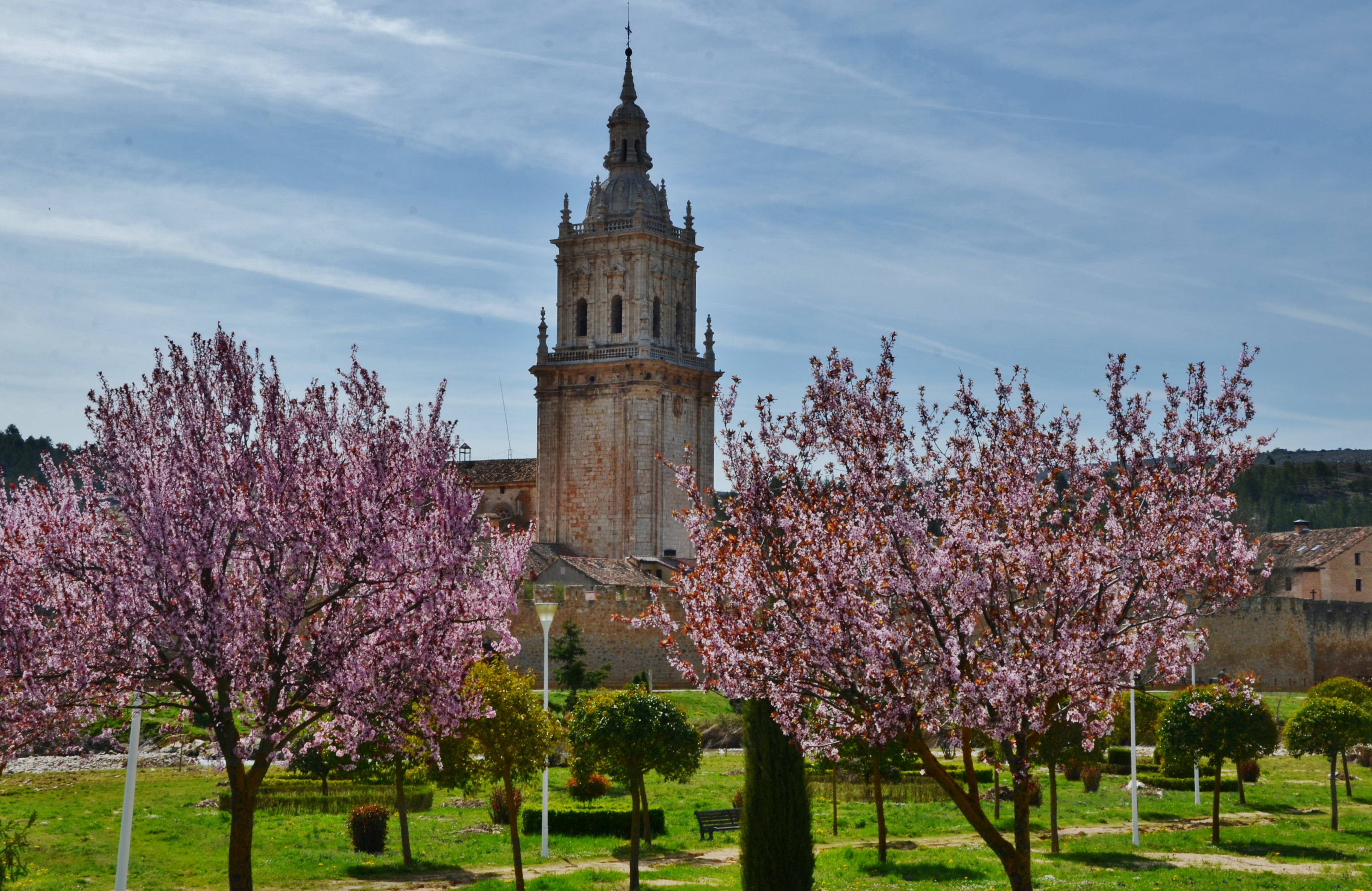
Torre de la Catedral. El Burgo de Osma, Soria

Desde muy joven se dedicó a la construcción con un tío suyo dedicado a la cantería. A los veintitrés años de edad marchó a Madrid y trabajó en la obra del Palacio Real de Madrid, entonces en construcción, y en el de Aranjuez. 
Volviendo después a su tierra natal, se detuvo en Burgos y empezó a ejercer por sí solo su profesión. En 1735 se encuentra en la localidad burgalesa de Sotillo de la Ribera trabajando en la construcción de su torre parroquial como oficial de Domingo de Ondategui. Se cree que la relación de Juan de Sagarvinaga con Ondategui era más que profesional, ya que sus esposas pudieran ser hermanas. 
Fue tal su aplicación que el cabildo de la catedral le confió la dirección del reparo de su antigua y rica fachada gótica, colocando nuevos chapiteles, así como la dirección  de la capilla de santa Tecla y la construcción de otras iglesias y puentes en la diócesis, cuyas obras le acreditaron sobremanera y le proporcionaron otras de consideración en Castilla, entre ellas la torre, fachada y sacristía de la catedral de El Burgo de Osma y la torre de la iglesia parroquial de La Asunción de Melgar de Fernamental (Burgos), así como las paredes del coro de la misma. 
En Salamanca construyó la sacristía de los prebendados de la de Catedral Nueva, así como la reparación de la Torre de las campanas de la misma iglesia, y la construcción de la nueva cúpula que sustituyó a la anterior debida a Joaquín Churriguera, ambas dañadas gravemente por el terremoto de Lisboa de 1755; participó, con José de Hermosilla en los trabajos del nuevo edificio para el colegio Mayor de San Bartolomé, reparó la rectoral del de Santiago (o del Arzobispo), y delineó los retablos de estuco para la capilla del de San Salvador (o de Oviedo).
Las obras más importantes que realizó en Ciudad Rodrigo, (Salamanca) fueron encargadas por el obispo Don Antonio Cayetano Cuadrillero y Mota. Entre ellas está la reforma del Monasterio de la Caridad (además del claustro trabajó en la reforma de la iglesia de los premostratenses), la torre y una de las portadas de la Catedral de Santa María, el Hospicio y el Seminario de San Cayetano. 
En San Muñoz (Salamanca) entre 1741 y 1744 reparó y reconstruyó la iglesia parroquial de San Juan Bautista que se había hundido debido al peso de las paredes de granito, su proyecto fue aprobado y se construyó la mitad de la iglesia con piedra arenisca colocada en sillería. Suyos son los diseños de la fachada principal, la torre, el coro y el púlpito (todo lo que es arenisca, ya que en el siglo XVI la hicieron toda en granito). Para el tramo del Camino Real situado entre esta villa y Ciudad Rodrigo, diseñó en 1776 los planos de cuatro puentes sobre los ríos Yeltes y Gavilanes. Y en 1781 realizó los diseños para el puente sobre la madre del río Huebra y un pontón para el arroyo próximo a Boadilla. Diseñó más puentes y formó calzadas en Salamanca, Ciudad Rodrigo, Zamora, Ávila, Calahorra y Benavente.  
También fueron obra suya los cuarteles de Medina del Campo, que había trazado Ventura Rodríguez, con quien tuvo estrecha amistad y correspondencia, y el claustro principal del monasterio de benedictinos de Sahagún
La Real Academia de Bellas Artes de San Fernando, en la Junta General celebrada el 7 de julio de 1776, aprobó el nombramiento como Académico de Mérito de Juan de Sagarvinaga «...vecino de Salamanca, antiguo profesor de arquitectura...». Esta decisión estuvo precedida del examen del «...diseño de un claustro de su invención que ha construido en el convento de Premostratenses de Ciudad Rodrigo». Los planos presentados deben corresponder con los que se conservan en el archivo de la Real Academia. Su sencilla distribución en medidos tramos, su alzado exterior de dos cuerpos con grandes arcadas en el inferior y amplias ventanas en el superior, su articulación en altura a través de la superposición de órdenes y el moderado tratamiento plástico revelan al profesional disciplinado que, siguiendo las directrices del último barroco clasicista, trata de obtener una composición equilibrada.
Contrajo matrimonio con Saturnina de la Horra y en 1751 declara tener tres hijos menores. Posteriormente a éstos nacieron Juan Marcelino Sagarvinaga, bautizado en Castrojeriz en 1753, y Manuel, que recibió las aguas sacramentales cuatro años después en Salamanca. 
El hecho de tener un hijo con un nombre semejante al suyo y que este se dedique a la misma profesión puede llevar a confusión en la adjudicación de las obras de uno y otro , sobre todo porque Juan Marcelino Sagarvinaga también logró obtener el título de Académico de Mérito el 5 de octubre de 1788 .
Su trayectoria y estilo arquitectónico reflejan la paulatina introducción del gusto neoclásico en España, que él conoció de primera mano por su cercanía a la Corte, aunque en sus obras también se observa la influencia del lenguaje tardobarroco vigente en aquel momento.